# Medienrhetorik
Die Medienrhetorik ist ein Teilbereich der wissenschaftlichen Disziplin der Sprechwissenschaft. In einer weiter gefassten Definition lässt sie sich als ein Sektor der Rhetorischen Kommunikation beschreiben. Gegenstand der Medienrhetorik ist die Analyse, Kritik und Didaktisierung von Prozessen und Produktionsformen der mündlichen, technisch vermittelten Kommunikation in den modernen Massenmedien (v. a. Film, Radio und Fernsehen). Die Kommunikation innerhalb dieser medialen Ausdrucksformen ist als rhetorisch zu bezeichnen, da sie intentional auf eine bestimmte Wirkung ausgerichtet ist und auf einer rhetorischen techné, d. h. vorgefertigten Mustern, fußt.
Daneben ist die Medienrhetorik von folgenden Rahmenbedingungen definiert. Eine Antagonie von Nähe und Distanz ist dadurch gegeben, dass die Moderatoren im Radio durch ihre Sprechweise sowie im Fernsehen zusätzlich durch die Kameraführung und Geräuscheinwirkung unmittelbar präsent wirken, obwohl das Publikum nicht in der Redesituation anwesend ist und auch nur selten (durch bspw. Anrufe im Studio) mit den Akteuren in Kontakt treten kann. Gesprochen wird im Moderationskontext in Radio und Fernsehen meist nur auf der Basis einer schriftlich vorgefertigten Textvorlage, hierbei spricht man von einer neuen Form der Mündlichkeit, der sogenannten sekundären Oralität. Zusätzlich durchläuft die Erstellung eines medienvermittelten Textes in einer Mehrautorenschaft verschiedene Produktionsstadien in mehreren Redaktionsabteilungen. Durch die technische Vermittlung entsteht ein anonymes, heterogenes und disperses Publikum. Neben der sekundären Oralität wird auch eine sekundäre Intimität erzeugt, es entsteht eine Spannung zwischen der unbegrenzten Öffentlichkeit des Medienangebots und der Suggestion des Privaten durch die scheinbar kontaktoffene, persönliche Kommunikation der Medienvertreter. Radio und Fernsehen fungieren zunehmend als Nebenbei-Medien, die Aufmerksamkeit der Rezipienten richtet sich nicht ausschließlich auf das Geschehen in den Medien, sondern sie sind mit anderen Tätigkeiten beschäftigt.
Ein Ziel der Medienrhetorik ist die Analyse der Interaktion von Kommunikatoren (z. B. Redakteure, Moderatoren), Kommunikationspartnern (z. B. Pressesprecher, Politiker) und Rezipienten (z. B. Radiohörer, Fernsehzuschauer). Kritische Medienrhetorik zielt darüber hinaus darauf, informationspolitische Absichten und ideologische Implikationen der Berichterstattungen aufzudecken und die diese Prozesse und Produkte in übergreifende Zusammenhänge der öffentlichen Kommunikation einzuordnen.
Als Unterricht in der Aus- und Weiterbildung kann die Medienrhetorik in unterschiedlichen Zielgruppen vermittelt werden. Für die Medienvertreter (z. B. Redakteure, Interviewer, Sprecher) dient sie der Vermittlung von Regeln und Potenzialen für die Gestaltung und Optimierung von medientypischen Gattungen, um einen verständlichen, attraktiven Sprach- und Sprechstil zu entwickeln. Für deren professionelle Kommunikationspartner wird eine Bewältigung von Interviews, Presseerklärungen, Debatten und Statements angestrebt, um das Nachfragen, Korrigieren, Recherchieren sowie Abgrenzen eigener und fremder Rede zu erlernen. Medienrhetorische Ausbildungsziele im Studium sind der Erwerb von analytischer und didaktischer Kompetenz sowie das Aneignen einer Eigenkompetenz im Verfassen und Präsentieren medienbezogener Inhalte.

## Radiorhetorik
Die Forschung und Lehre der Radiorhetorik basiert auf Konzepten und Methoden der Nachbardisziplinen Kommunikationsforschung, Medienwissenschaft, Publizistik und Sprachwissenschaft. Untersuchungen innerhalb dieser Disziplin beziehen sich auf die Beschreibung und Analyse der rhetorischen Kommunikationsbedingungen und Wirkungsmöglichkeiten des Massenmediums Hörfunk. Dabei geht es um die Wirksamkeit sprecherischer, sprachlicher und klanglicher Einheiten sowie deren Zusammenwirken im Programmgeschehen.
Ein Bezug zur Rhetorik wird hergestellt durch:
- die Mündlichkeit des Mediums Radio in Beziehung zur Sprachlichkeit, zur Schriftlichkeit und zum Hörverstehen
- die Verknüpfung von Öffentlichkeit und Privatheit in den modernen Medien
- die Gleichzeitigkeit von Performanz und Rezeption als real- und virtuell-dialogischer Diskurs innerhalb des Mediums und zwischen Medium und Hörern

Folgende Forderungen bzw. Zielsetzungen spielen in der sprechwissenschaftlichen Radioforschung sowie in der Aus- und Weiterbildung von Radioschaffenden eine wichtige Rolle:
- Anwendung des sogenannten Mikrophonierens (rundfunkbezogene Sprechtechnik) sowie der Standardaussprache als verständliche Ausdrucksweise
- Anwendung eines genrespezifisch angemessenen und hörerbezogenen Sprechstils[3]
- Anwendung frei formulierten Sprechens

## Hörverständlichkeit im Radio
Der deutsche Hörfunk ist überwiegend schriftbasiert. Die Schriftorientiertheit sowie der alltagsferne Sprachgebrauch von gesprochenen Radiotexten wird jedoch zunehmend kritisiert. Die radiorhetorische Forschung beschäftigt sich daher damit, wie Texte im Funk hörverständlich und situationsangemessen gesprochen werden können.
Idealvorstellungen der sinnvermittelnden Realisierung von Radiotexten sind:
- die sinnvermittelnde sprecherische Gliederung zur Verdeutlichung der inhaltlichen Struktur (Setzung kurzer bzw. prägnanter Sprecheinheiten, um die Zuhörfähigkeit aufrechtzuerhalten)
- die sinnvermittelnde Akzentuierung (Passende Akzentsetzung, um den Sinnkern jeder einzelnen Sprecheinheit zu verdeutlichen)
- ein hörverständliches Sprechtempo (Angemessene Sprechgeschwindigkeit verbunden mit deutlicher Artikulation)
- ein rollenbezogen-natürlicher Sprechstil und eine konkrete Ansprechhaltung (Vermeidung von sprecherischen Manierismen, die vom Inhalt des Gesagten ablenken)

Angesichts der besonderen Produktions- und Rezeptionsbedingungen des Radios sind neben der Genauigkeit und Relevanz der Inhalte besonders eine hörverständliche Sprache und eine zum Zuhören einladende Sprechweise erstrebenswert. Empfohlen sind daher Anschaulichkeit, Präzision, Kürze, Prägnanz sowie in bestimmten Fällen auch Redundanz der präsentierten Inhalte.
Das Behalten und Verstehen von Sendungen wird von zahlreichen Faktoren beeinflusst, nicht allein von formalen und inhaltlichen Eigenschaften (z. B. Themen- und Wortwahl oder Satzlänge und -komplexität), sondern auch von der Rezeptionssituation und den Rezipienteneigenschaften (z. B. Aufmerksamkeit, Vorwissen, Einstellungen, Gefühle, Motivation, Hörfähigkeit und Abrufstrategien). Untersuchungen zum Einfluss prosodischer Merkmale auf das Behalten oder Verstehen von gesprochenen Texten ergaben, dass Texte, die ihrem Sinngehalt entsprechend gesprochen werden, besser verstanden und daher leichter vom Hörer auf ihre Relevanz geprüft werden können. Daraus folgt auch eine bessere Behaltensleistung.
In einem aktuellen, interdisziplinären Forschungsprojekt von Sprechwissenschaftlern und Radioredakteuren (u. a. Ines Bose und Dietz Schwiesau) wird die Hörverständlichkeit von Radionachrichten untersucht. Erforscht wird, inwieweit redaktionelle, sprachliche und sprecherische Faktoren bei der Nachrichtenproduktion sowie -rezeption in Beziehung stehen. Dabei wird insbesondere die Wirkung von Sprach- und Sprechstil auf die Behaltensleistung von Nachrichtenhörern untersucht. Als Quelle und Materialbasis dient die sogenannte Nachrichtenarche der ARD. Es handelt sich um die erste systematisch geordnete Ansammlung von Texten aus deutschen Radionachrichten. Das Pilotprojekt wurde im Jahre 2003 ins Leben gerufen. Seitdem archivieren mehrere Radiosender des öffentlich-rechtlichen Rundfunks einmal im Jahr eine ihrer Nachrichtensendungen. Dabei zeichnet jeder Sender die 13-Uhr-Nachrichten vom 11. November des jeweiligen Jahres auf. Die dabei entstandene Korpus-Datenbank soll der Öffentlichkeit u. a. zu Forschungszwecken zur Verfügung gestellt werden. Als Forschungsziele stehen das Prüfen und Erweitern der theoretischen Konzepte der Sprechwissenschaft mithilfe von Datenbasen im Vordergrund. Daneben soll die Nachrichtensprache und das Nachrichtensprechen anhand empirisch geprüfter Sprechstandards analysiert und optimiert werden.

## Stimme und Sprechstil im Radio
(Quelle: )
Der erste Eindruck beim Radiohörer ist oft entscheidend darüber, ob ein Radiosender weiter gehört oder umgeschaltet wird. Meist werden innerhalb weniger Minuten verschiedene Eindrücke über das Profil und Zielpublikum des Radiosenders preisgegeben.
Das klangliche Gesamtbild eines Senders ist wesentlich dafür verantwortlich. Dabei spielen verschiedene Faktoren eine Rolle u. a.
- Themenwahl und journalistische Aufmachung
- sprachliche und stimmlich-sprecherische Gestaltung
- Musikfarbe und Verpackungselemente (z. B. Jingles und Teaser)
- mikrostrukturelle klangliche Gestaltung (z. B. technische Überformungen der Stimmen, Rhythmus, Anzahl und Relation der Sendeelemente)

### Anmutung des Radios
Unter der Anmutung eines Senders wird der erste spontane und unreflektierte Eindruck eines Radioformats durch einen Hörer verstanden. Die Anmutung wird nicht nur von den Eigenschaften des Senders bestimmt, sondern auch von der Erwartung und Stimmung der jeweiligen Hörer. Je nach Formatvorgabe versuchen Radioschaffende die Anmutung so zu gestalten, dass sie die Bereitschaft der Hörer erhöht, sich mit dem konkreten Sender weiterhin auseinanderzusetzen. Ziel interdisziplinärer Forschungen zur Radio-Ästhetik und Radio-Identität ist die Entwicklung eines Analyseinstruments, mit dem wesentliche Qualitätsmerkmale der Anmutung von Radiosendern beschrieben und bewertet werden können. Diese Qualitätsmerkmale sind interessant für:
- Radioforscher (Bereitstellung intersubjektiv nachvollziehbarer Kriterien für den Vergleich unterschiedlicher Radiokonzepte)
- Radiomacher (Gestaltung, Bewertung und Veränderung des eigenen Programms)
- Radionutzer (Erwerb kritischer Medienkompetenz)

### Sprechstil in Radiomoderationen
Im Radio ist durch den Hörer nur die Stimme des Moderators wahrnehmbar. Sie erscheint als reines akustisches Phänomen, getrennt von der Gestik, Mimik und Körperhaltung. Dennoch bilden sich Hörer durch Assoziations- und Erinnerungsverknüpfungen in kurzer Zeit einen Gesamteindruck über die Persönlichkeit des Moderators, in welchem die erwartete Herkunft sowie das Alter und Aussehen inkludiert ist.
Durch zumeist implizit festgelegte Tradierungsmuster ist der Sprechausdruck von Radiomoderatoren gesellschaftlich festgelegt. Als Produkt rhetorischer Techniken (techné) durch z. B. Diskussionen in Radiokonferenzen ist der Sprechstil im Radio in sogenannten Stylebooks festgehalten. In Forschungsprojekten zur Radio-Ästhetik und -Identität ist die Erstellung eines Methodeninventars abgezielt, mit welchem die Stimme der Radiopraxis beschrieben und bewertet werden kann.

#### Radiomoderation
Als wichtiger Indikator für die Akzeptanz eines Radioprogramms durch die Hörer wird das Moderieren angesehen. Der Moderator dient als Vermittler zwischen Programm und Hörern in einer informierenden und unterhaltenden Rolle. Dabei wird die Darstellung einer individuellen Moderationspersönlichkeit angestrebt. Durch einen informellen, möglichst realitätsnahen Präsentationsstil kann Hörernähe erreicht werden. Bisher wurden nur vereinzelt Untersuchungen zu dem Sprechstil von Radiomoderatoren durchgeführt. Aufgrund des massenmedialen Überangebots im Bereich der Radiosender wird die Etablierung einer unverwechselbaren Senderidentität angestrebt. Da der Moderator als Sprachrohr und Vertreter des Senders fungiert, soll die sogenannte Channel Identity (das Senderprofil) durch den Moderator widergespiegelt und nach außen getragen werden. In Stylebooks werden Formatvorlagen für die Inhaltsbasis, Anordnung, Länge und Stilistik der Moderationen festgehalten, die auf eine bestimmte Zielgruppe von Radiohörern zugeschnitten sind.

#### Radiostimmen
Unter dem Titel "Radiostimmen: Zur stimmlichen Ästhetik in aktuellen Morning Shows" wurden 2014 Untersuchungen zum Sprechstil in Morning Shows deutscher, schweizerischer und österreichischer Radiosender durchgeführt. Unter einer Morning Show versteht man eine meist durch zwei oder mehr Moderatoren (Hauptmoderator und Ko-Moderatoren) geleitete Morgensendung, in welcher die humorvolle, ungezwungene Unterhaltung der Hörer abgezielt wird. Durch persönlich-ironische, zumeist überlappende Gesprächsabschnitte bzw. Reaktionen, die als Überleitungen zwischen den Sprechpassagen anzusehen sind, dient die Doppelmoderation dem Suggerieren einer vertrauten Beziehung der Moderationspartner. Da Morning Shows zu jener Zeit im Radio laufen, in welcher die Radiosender am Meisten gehört werden (in der sogenannten Prime Time von 5–10 Uhr), wird ein besonderer Fokus auf ihre Ausgestaltung gelegt. Die Channel Identity soll somit v. a. durch den Morgenmoderator zum Ausdruck kommen. Die Beobachtungen und Tendenzen, die von Clara Luise Finke und Ines Bose im Rahmen dieser Untersuchung festgehalten wurden, sollen hier zusammengefasst werden.
1. Die locker ungezwungenen und schnell aufeinanderfolgenden Gesprächspassagen der Morgenmoderatoren sind von einem emotional aufgeladenem Sprechstil gekennzeichnet, der eine Einprägsamkeit, Eindringlichkeit und Vertrautheit beim Hörer erzeugen soll. Dies steht im Gegensatz zur Alltagskommunikation, da hier das laute, erregte Sprechen eher für die Unterhaltung über große Distanzen üblich ist.
2. Das hohe Sprechtempo und die schnell aufeinanderfolgenden Wechsel der Sprechpassagen sollen eine Spontanität in der Unterhaltung suggerieren, können aber auch zu einer Unverständlichkeit des Gesagten führen.
3. Das Stimmideal von Radiosprechern hat sich über die letzten Jahre stark verändert. Während in den frühen Zeiten des Radios Moderatoren zur Entwicklung einer dunklen, resonanzvollen Stimme und Nutzung der Standardaussprache ausgebildet wurden, werden heutzutage Sprecher mit dialektal gefärbten, gepresst-raueren Stimmen gesucht, um eine Alltagsnähe und Ähnlichkeit zu den Hörern zu erzeugen.
4. Eine Morning Show ist meist mit Musik unterlegt, die sich klanglich und lautstärketechnisch kaum von dem Gesprochenen unterscheidet. Da die Stimme durch die Vermischung mit der darunterliegenden Musik schwerer hörbar ist, wird hierbei ein stärkerer Fokus auf die Herstellung einer lockeren Atmosphäre gelegt, in welche die Hörer versetzt werden sollen. Die Verständlichkeit jedes einzelnen Wortes tritt in den Hintergrund.
5. In senderinternen Stylebooks sind Formatvorlagen für den Sprechstil in Morning Shows festgehalten. Die Moderatoren haben sich an diesen vereinheitlichen Vorschriften zu orientieren. In einigen Fällen werden die Stimmen sogar technisch verändert und an ein bestimmtes Genre-Ideal angepasst, das der schnelleren Wiedererkennbarkeit dienen soll. Darunter leidet die Entwicklung einer individuellen Sprecherpersönlichkeit.[9]

#### Perspektive von Radiohörern und Programmverantwortlichen
(Quelle: )

##### Erwartungen von Hörern an Radiomoderatoren
2012 und 2015 wurden von Maria Luise Gebauer qualitative Interviews mit 20 Radiohörern zu ihren Erwartungen und Bewertungen von Morgenmoderatoren durchgeführt. Als Grundlage dienten verschiedene, ca. 15 Minuten lange Ausschnitte aus Morning Shows deutscher, öffentlich-rechtlicher Radiosender. Bei der Befragung der Interviewten nach ihren Höreindrücken wurde ersichtlich, dass auch Laien Auskünfte über die stimmlich-sprecherische Eigenheiten und den Charakter der Moderatoren geben können. Als Erwartung an Morgenmoderatoren zählten die Hörer die Fähigkeit zu Unterhalten auf. Des Weiteren seien die Wiedererkennbarkeit sowie die Vertrautheit durch Authentizität und Natürlichkeit anzustrebende Eigenschaften. Kritisiert wurde die formelhafte Vereinheitlichung der Sprecherstimmen durch computergenerierte Programme.

##### Erwartungen von Programmchefs an Radiomoderatoren
Eine Untersuchung von Jakob Mücksch aus dem Jahre 2015 zeigte, mit welchen Erwartungen bzw. Idealvorstellungen Senderchefs an ihre Moderatoren treten. Müksch führte acht qualitative Experteninterviews mit erfahrenen Radioschaffenden und Programmchefs deutscher Radiosender, in welchen er die erwünschten Moderationskriterien der sprecherisch-stimmlichen Umsetzung für bestimmte Sendeformate und Hörergruppen erfragte. Die Interviews zeigten, dass Senderchefs die Stimme und den damit verbundenen Sprechausdruck der Moderatoren als grundlegend wichtig für ihre Qualifikation ansähen. Dies spiele aber nur in einer untergeordneten Form eine Rolle, da es noch andere Einstellungskriterien gäbe und schließlich die Gesamtwirkung entscheidend sei. Ein Stimmideal für alle Radioformate gäbe es nicht, jedoch senderspezifische Tendenzen, sodass bspw. in Informations- oder Kulturprogrammen ein eher dunkel, tief und resonant besetzter Stimmklang erwünscht sei. Grundsätzlich konnten Ähnlichkeiten zu den Erwartungen von Radiohörern festgestellt werden. Auch Radioschaffende bevorzugten unterhaltende, ehrliche und nicht austauschbare Moderatoren mit einer besonderen Konzentration auf deren journalistischer Kompetenz.

## Gesprächskompetenz von Radiomoderatoren
Eine weitere anzustrebende Kompetenz für Moderatoren im Radio ist das Führen von Studiogesprächen. Radiosprecher unterhalten sich dabei bspw. mit anderen Moderatoren oder Reportern über die anstehenden Nachrichteninhalte sowie deren Hintergründe, und wie die jeweiligen Themen in der Sendung an- und abgesagt werden können. Auch die Durchführung von Gesprächen mit Hörern, Experten und Prominenten gehört zu den Aufgabenbereichen, die ein Radiomoderator meistern sollte.
Während in einem klassischen Nachrichtenbericht das Endprodukt einer Recherche-Arbeit dargestellt wird, dienen Gespräche mit bspw. Experten oder Wissenschaftlern dem Sichtbarmachen der Entstehungsprozesse der vorgestellten Inhalte für die Hörer. Dabei treffen oft verschiedene Meinungen bzw. Perspektiven aufeinander und die Informationen können aus unterschiedlichen Blickwinkeln präsentiert werden. Wenn der Moderator die Perspektive der Radionutzer einnimmt, kann eine größere Hörernähe erzeugt werden.
Gespräche im Radio werden grundsätzlich auf eine bestimmte Hörerschaft zugeschnitten und die Ansprechhaltungen der Moderatoren an diese konkrete Zielgruppe angepasst. Da während der Unterhaltungen selbst jedoch meist kein Publikum anwesend ist, werden die Hörer von den Radiosprechern imaginiert. Dadurch können Probleme in der Findung einer korrekten bzw. angebrachten Ansprechhaltung entstehen. Zusätzlich kann eine sogenannte Schein-Dialogizität auftreten, wenn die Gespräche im Vorhinein zu stark auswendig gelernt oder zwischen den Dialogpartnern zu genau abgesprochen wurden. Schein-Dialogizität kann durch Formulierungen geprägt sein, die sich an der Schriftsprache orientieren oder durch nicht authentisch wirkende, aufgesetzte Eigenschaften (bspw. der krampfhafte Wille zur Munterkeit oder eine aufgesetzte, scheinbare Entspannung) auffallen.
Radiogespräche, die mit Experten oder auch Kollegen geführt werden, laufen meist in einer Interview-Situation ab. Dabei gibt es eine klar zugeordnete Rollenverteilung. Im Gegensatz zu den Interviewten, welche den größten Redeanteil übernehmen und das Gespräch mit Informationen füllen, wird die Interview-Situation durch den Moderatoren strukturiert und gesteuert. Diese ungleich verteilte Rollenkonstellation kann zu verschiedenen Problemen während des Gesprächsablaufs führen, die in dem Aufmerksamkeitsverlust der Hörer enden können. Einerseits kann sich eine nicht symmetrische Rollenverteilung in einem zu stark von dem Moderatoren gesteuerten Bericht widerspiegeln, welcher unnatürlich und nicht mehr wie ein reales Gespräch wirkt. Andererseits kann ein zu ausgeglichenes Gespräch, in welchem auch der Moderator hohe Redeanteile übernimmt und seine eigenen Erfahrungen anbringt, abgehoben und nicht mehr hörernah erscheinen. Somit ist eine Vorausplanung der Gespräche und Absprache zwischen den Interviewpartnern empfehlenswert. In der Planungszeit der Gespräche ist auch das Verfassen von grundlegenden Manuskripten vonnöten, da sie die Basis der Radiogespräche bilden. Dennoch sollten die Unterhaltungen frei, mit eigenen Worten formuliert sein, um eine Natürlichkeit und Nähe zum Sprechalltag herzustellen.
Zusammengefasst kann man die Anforderungen an die Gesprächskompetenzen von Radiomoderatoren folgendermaßen aufgliedern: Moderatoren sollten in der Lage sein, sich situationsadäquat, zielbezogen und sprechsprachlich effektiv ausdrücken zu können. Sie sollten je nach Interviewthema und -partner das Gespräch angemessen organisieren und leiten können. Zusätzlich ist die Fähigkeit vonnöten, auf Nachrichten bezogene Inhalte zielgerichtet zu bearbeiten und zu präsentieren. Schließlich ist es wichtig, dass Moderatoren in ihrer Rolle als Vermittler eine Verständigung zwischen ihrem Gesprächspartner und der Zuhörerschaft herstellen können.

## Praktische Medienrhetorik
(Quelle: )

### Qualität im Radio
Diskussionen und Untersuchungen zu Qualitätskriterien innerhalb öffentlich-rechtlicher Radiosender werden vermehrt seit den 1990er-Jahren getätigt. Der Begriff „Qualität“ kann von Sender zu Sender bzw. von Redakteur zu Redakteur unterschiedlich ausgelegt sein. Er ist daher nicht eindeutig definiert. Qualität im Hörfunk kann aus verschiedenen Perspektiven (bspw. aus der Sicht der Senderchefs, Moderatoren, Hörer oder außenstehenden Radioexperten) betrachtet werden. Zusätzlich kann die Bewertung der Radioqualität mehrere Ebenen bzw. Arbeitsprozesse während der Erstellung der Sendungen umfassen, bspw. den Wissens- und Leistungsstand der Recherchierenden, das rollen- und funktionsentsprechende Auftreten der Moderatoren oder die normgerechte Umsetzung der Systemstandards durch die Programmierenden.
Zur Überprüfung und Kontrolle der Qualitätskriterien im Radio dienen regelmäßige Themen- und Audio-Analysen (Airchecks), Textkritiken und Redaktionssitzungen, denen meist kriteriengeleitete Feedback-Treffen folgen, die von einem Monitoring-Redakteur begleitet werden. Während des kriteriengestützten Feedbacks wird anhand eines Kataloges analysiert, ob ein Sprecher oder einer Sendung bestimmte Qualitätsstandards oder Formatvorlagen erfüllt hat.
Für die Überprüfung stimmlich-sprecherischer Qualität im Radio kann der durch sprechwissenschaftliche Untersuchungen gewonnene wirkungsbezogene Kriterienkatalog der Bewertung von rhetorischen Leistungen angewendet werden. Der Katalog kann in folgende Kriterien aufgegliedert werden:

#### Gedankliche Planung und inhaltliche Konzeption
- Thematik, Aktualität, Schwerpunktsetzung
- Informations-, Gebrauchs-, Unterhaltungswert
- Informationsauswahl, -anordnung und -bearbeitung

#### Journalistisches Handwerk
- Produktion, Musik, Layout
- Rahmen, Dramaturgie, Spannungsbogen
- Anmutung

#### Sprachliche Gestaltung
- Wortwahl, Satzbau
- Knappheit/Ausführlichkeit
- Verständlichkeit, Komplexität, Konkretheit

#### Sprecheriche Präsentation
- Stimme, Gliederung, Artikulation
- rollenbezogener Sprechstil
- Ansprechhaltung

#### Kommunikation mit dem Hörer
- Zielpublikum, Hörerorientierung, Perspektivenwechsel
- Dialogizität, Interaktivität
- Originalität, Transparenz, Formatbezug[13]

Bei der Analyse der Kriterien in einer Feedbackrunde ist stets auf die Unterscheidung zwischen beschreibenden und bewertenden Kategorien zu achten. In der Kategorie der Beschreibung geht es darum, nur die rein beobachtbaren Merkmale wertungsfrei aufzuzählen, während sich die Bewertung auf die persönliche Analyse und Interpretation der Beobachtungen von vorher vereinbarten Formatvorgaben bezieht. Dabei ist es wichtig, sich in der Diskussion und Ausführung der eigenen Gedankengänge nur auf die für einen selbst geltenden Beobachtungen und Wahrnehmungen zu konzentrieren. Werden diese nicht auf die Allgemeinheit bezogen, können persönliche Angriffe auf Kollegen und Partner vermieden werden.
Als Voraussetzung für die Beschreibung von Qualitätskriterien wird die analytische Hörkompetenz angesehen. Zur Schulung der auditiven Analysefähigkeiten erfolgt das gemeinsame redaktionsinterne Anhören, Beschreiben und Bewerten von bestimmten Sendungsaufzeichungen. In der dabei entstehenden Diskussion können Beurteilungskriterien festgelegt werden, die die grundlegende Basis für die späteren Feedbackrunden bilden. Öffnen sich innerhalb dieser Klärungsphase Problemfelder zwischen den handelnden Akteuren, kann ein Fokus auf die Lösung dieser Schwierigkeitsbereiche in der radiorhetorischen Fort- und Weiterbildung gelegt werden.

### Radiorhetorische Fortbildung
Die stimmliche Aus- und Weiterbildung von Berufseinsteigern und Mitarbeitern im Hörfunk konzentriert sich auf Sprechtrainings, in welchen die Verbindung von redaktionellen Schreib- und Sprechprozessen im Vordergrund steht. Stefan Wachtel beschrieb diese Verschränkung 2003 als „Schreiben fürs Sprechen – Sprechen fürs Hören“. Die Schulung dieser vernetzenden Kompetenz ist von Wichtigkeit, da heutzutage die meisten Redakteure und Journalisten ihre Texte selbst schreiben und sie zusätzlich auch eigens einsprechen. Die früher klar voneinander abgegrenzten Bereiche der recherchierenden Redaktionsarbeit und der sprechenden Moderatorentätigkeit sind heute untrennbar miteinander verbunden.
Ziele der Aus- und Weiterbildungsangebote können das Verfassen sprecherisch gut realisierbarer und für den Hörer gut verständlicher Sendungstexte, das sinnvermittelnde, situationsadäquate und partnerzentrierte Vorlesen selbst- und fremdverfasster Texte sowie das freie Formulieren (mithilfe eines Stichwortzettels) in Live-Aufzeichnungen darstellen.
In Sprechtrainings wird die Schulung der Regelhaftigkeiten und Eigenheiten der gesprochenen Sprache sowie der Richtlinien zur Qualitätsbeurteilung des Sprechens innerhalb bestimmter Radioformate fokussiert. Weitere Schwerpunkte können die Vermittlung der Typografie und Anordnung von Vorlesetexten sowie der Notation und Gliederung von Sprechtexten sein.
Es werden Fähigkeiten für das Vorlesen im sinnvermittelnden (schnelles Erfassen von Sinnzusammenhänge in fremden Texten), hörverständlichen (sinnvolles Vorlesen von Texten ohne vorherige Analyse) und partnerorientierten Bereich (Ableiten und Umsetzen von Sprechanweisungen aus eigenen bzw. fremden Texten) vermittelt.
Zu erlernende Standards im Bereich des Freisprechens können in jener Kompetenz liegen, mit und ohne Stichwortblatt sowie zu verschiedensten Impulsen wie Bildern, Wörtern oder Musikstücken frei formulieren und sprechen zu können.
Da zunehmend auch unausgebildete Moderatoren vor dem Mikrofon sprechen, werden auch Übungsprozesse aus dem Bereich der Sprecherziehung in die Trainings eingewoben. Diese Fähigkeiten können sich in der angemessenen Steuerung des Atems zur Pausensetzung, Akzentuierung und Gliederung, der sinnvermittelnden Stimmvariation zur Melodisierung und Klangfarbenunterscheidung, der formatbezogenen Deutlichkeit und Standardaussprache sowie der Findung der eigenen Rolle, Hörerdistanz und Partnerorientierung widerspiegeln.

### Vermittlung von Gesprächskompetenz
Fortbildende Gesprächstrainer vermitteln nicht nur die Fähigkeit zu einer modifizierten Gesprächsgestaltung (sprachliche und sprecherische Kenntnisse, angemessene Kommunikation mit dem Hörer), sie thematisieren auch Möglichkeiten zur Verbesserung der Gesprächsvorbereitung (journalistische Strukturierung und Verwaltung von Informationen und Manuskripten). Als Lösung für häufig auftretende Problemzonen lässt sich das Anbieten von genauen Formulierungsalternativen, von Regelhaftigkeiten für bestimmte Gesprächsabschnitte und von Reaktionsvorschlägen auf problembehaftete oder zu persönliche Aussagen des Gesprächspartners aufzählen. Zusammengefasst kann die Aufgabe eines Fortbildners als Moderation des Erarbeitungsprozesses von Problembewusstsein und Handlungsalternativen beschrieben werden. Gemeinsam mit den Moderatoren werden Lösungsvorschläge oder Alternativmöglichkeiten entwickelt, die im weiteren Verlauf der Fortbildung geübt und gefestigt werden.

## Belege
1. ↑  Norbert Gutenberg: Einführung in Sprechwissenschaft und Sprecherziehung. Peter Lang Verlag, Frankfurt am Main 2001, ISBN 978-3-631-37200-5, S. 135 ff.
2. ↑  Ines Bose, Ursula Hirschfeld, Baldur Neuber, Eberhard Stock: Einführung in die Sprechwissenschaft. Phonetik, Rhetorik, Sprechkunst. 2. Auflage. Narr Francke Attempto Verlag, Tübingen 2016, ISBN 978-3-8233-6992-9, S. 155–157.
3. ↑  Rudolf Arnheim: Rundfunk als Hörkunst und weitere Aufsätze zum Hörfunk. 2. Auflage. Suhrkamp Verlag, Berlin 2001, ISBN 978-3-446-12732-6, S. 24.
4. 1 2  Ines Bose, Ursula Hirschfeld, Baldur Neuber, Eberhard Stock: Einführung in die Sprechwissenschaft. Phonetik, Rhetorik, Sprechkunst. 2. Auflage. Narr Francke Attempto Verlag, Tübingen 2016, ISBN 978-3-8233-6992-9, S. 159 f.
5. ↑  Forschungsprojekt: Verständliche Radionachrichten. In: Nachrichtenzukunft.de. Abgerufen am 23. Januar 2024.
6. ↑  Die Nachrichtenarche. In: Nachrichtenzukunft.de. Abgerufen am 23. Januar 2024.
7. ↑  Ines Bose, Ursula Hirschfeld, Baldur Neuber, Eberhard Stock: Einführung in die Sprechwissenschaft. Phonetik, Rhetorik, Sprechkunst. 2. Auflage. Narr Francke Attempto Verlag, Tübingen 2016, ISBN 978-3-8233-6992-9, S. 163–170.
8. ↑  Aufsatz-Ankündigung: „Radiostimmen — Zur stimmlichen Ästhetik in aktuellen Morning Shows.“ In: Klang und Identität. Abgerufen am 23. Januar 2024.
9. ↑  Ines Bose, Ursula Hirschfeld, Baldur Neuber, Eberhard Stock: Einführung in die Sprechwissenschaft. Phonetik, Rhetorik, Sprechkunst. 2. Auflage. Narr Francke Attempto Verlag, Tübingen 2016, ISBN 978-3-8233-6992-9, S. 167 f.
10. ↑  Ines Bose, Ursula Hirschfeld, Baldur Neuber, Eberhard Stock: Einführung in die Sprechwissenschaft. Phonetik, Rhetorik, Sprechkunst. 2. Auflage. Narr Francke Attempto Verlag, Tübingen 2016, ISBN 978-3-8233-6992-9, S. 168 ff.
11. ↑  Norbert Gutenberg: Mündlich - öffentlich - dialogisch. Medienrhetorik und politische Kommunikation. In: Raimund Dahmen, Albert Herbig, Eva Wessela (Hrsg.): Rhetorik für Europa. Festschrift zum 25jährigen Bestehen des Instituts für Rhetorik und Methodik in der politischen Bildung (IRM). Duncker & Humblot Verlag, Berlin 1993, ISBN 978-3-428-07898-1, S. 67.
12. ↑  Ines Bose, Ursula Hirschfeld, Baldur Neuber, Eberhard Stock: Einführung in die Sprechwissenschaft. Phonetik, Rhetorik, Sprechkunst. 2. Auflage. Narr Francke Attempto Verlag, Tübingen 2016, ISBN 978-3-8233-6992-9, S. 172–177.
13. ↑  Wolfgang Spang, Oliver Leibrecht: Monitoring-Pretest zur Forschungsstudie Verständlichkeit von Hörfunknachrichten. In: Ines Bose, Dietz Schwiesau (Hrsg.): Nachrichten schreiben, sprechen, hören. Forschungen zur Hörverständlichkeit von Radionachrichten. Verlag Frank & Timme, Berlin 2011, ISBN 978-3-86596-401-4, S. 81–98.
14. ↑  Stefan Wachtel: Schreiben fürs Hören. Trainingstexte, Regeln und Methoden. 5., überarbeitete Auflage. UVK Verlag, München / Tübingen 2014, ISBN 3-86764-435-7.